# Gare de Gontrode
La gare de Gontrode (station Gontrode en néerlandais) est une gare ferroviaire belge de la ligne 122 de Melle à Grammont située à Gontrode dans la commune de Melle en région flamande dans la Province de Flandre-Orientale.
C’est une halte voyageurs de la Société nationale des chemins de fer belges (SNCB) desservie par des trains Suburbains (S52) et heure de pointe (P).

## Situation ferroviaire
Située au point kilométrique (PK) 1.5 de la ligne 122 de Melle à Grammont, elle est établie entre la jonction avec la Ligne 50 de Gand à Bruxelles près de la gare de Melle et la Gare de Landskouter.

## Histoire
La gare de Gontrode ouvre le 5 janvier 1867 lors de l'inauguration de la ligne Gand - Grammont de la compagnie du Chemin de fer de Braine-le-Comte à Gand en même temps que la ligne entre Grammont et Braine-le-Comte qui est devenue l'actuelle ligne 123.
Contrairement à beaucoup de concessions ferroviaires belges, l’exploitation fut assurée dès le départ par les Chemins de fer de l’État belge qui donnèrent également des directives dans l’élaboration du projet, notamment les plans des gares.
Gontrode reçoit un bâtiment de gare standard à pignons à redents muni de quatre travées.
Pendant la Première Guerre mondiale, l’occupant construit un terrain d’aviation et un hangar à Zeppelin en expropriant des terres près de la gare.
Après la fermeture du guichet[Quand ?], le bâtiment de gare est démoli et Gontrode devient une simple halte sans personnel.

## Service des voyageurs

### Accueil
Halte SNCB, c'est un point d'arrêt non gardé (PANG), à accès libre. Elle dispose de deux quais rehaussés en gravier. La traversée se fait par le passage à niveau. Il y a un parking et un parc à vélos.

### Desserte
Gontrode est desservie par des trains Suburbains (S52) et Heure de pointe (P) de la SNCB (voir brochure SNCB de la ligne 122).
En semaine, la desserte est constituée de trains S52 entre Gand-Saint-Pierre et Grammont circulant toutes les heures, renforcés par :
- deux trains P entre Renaix et Grammont (le matin, retour l’après-midi) ;
- un train P entre Grammont et Audenarde (le matin, retour l’après-midi) ;
- un train P entre Grammont et Gand-Saint-Pierre (le matin, retour l’après-midi).

Les week-ends et jours fériés, Gontrode est uniquement desservie par des trains S52 entre Gand-Saint-Pierre et Grammont.

## Comptage voyageurs
Le graphique et le tableau montrent le nombre de passagers qui en moyenne embarquent durant la semaine, le samedi et le dimanche.
| Nombre de voyageurs qui embarquent à la gare de Gontrode | Nombre de voyageurs qui embarquent à la gare de Gontrode | Nombre de voyageurs qui embarquent à la gare de Gontrode | Nombre de voyageurs qui embarquent à la gare de Gontrode |
|                                                          | Semaine                                                  | Samedi                                                   | Dimanche                                                 |
| -------------------------------------------------------- | -------------------------------------------------------- | -------------------------------------------------------- | -------------------------------------------------------- |
| 1977                                                     | 60                                                       | 21                                                       | 12                                                       |
| 1978                                                     | 90                                                       | 10                                                       | 5                                                        |
| 1979                                                     | 94                                                       | 15                                                       | 11                                                       |
| 1980                                                     | 116                                                      | 13                                                       | 9                                                        |
| 1981                                                     | 137                                                      | 25                                                       | 12                                                       |
| 1982                                                     | 132                                                      | 31                                                       | 16                                                       |
| 1983                                                     | 138                                                      | 15                                                       | 17                                                       |
| 1984                                                     | 144                                                      | 16                                                       | 8                                                        |
| 1985                                                     | 135                                                      | 18                                                       | 8                                                        |
| 1986                                                     | 143                                                      | 15                                                       | 15                                                       |
| 1987                                                     | 152                                                      | 15                                                       | 18                                                       |
| 1988                                                     | 139                                                      | 42                                                       | 33                                                       |
| 1989                                                     | 120                                                      | 10                                                       | 14                                                       |
| 1990                                                     | 113                                                      | 13                                                       | 20                                                       |
| 1991                                                     | 114                                                      | 24                                                       | 11                                                       |
| 1992                                                     | 122                                                      | 28                                                       | 33                                                       |
| 1993                                                     | 114                                                      | 31                                                       | 20                                                       |
| 1994                                                     | 94                                                       | 30                                                       | 29                                                       |
| 1995                                                     | 97                                                       | 32                                                       | 23                                                       |
| 1996                                                     | 149                                                      | 27                                                       | 28                                                       |
| 1997                                                     | 149                                                      | 37                                                       | 44                                                       |
| 1998                                                     | 153                                                      | 46                                                       | 92                                                       |
| 1999                                                     | 168                                                      | 35                                                       | 26                                                       |
| 2000                                                     | 163                                                      | 33                                                       | 20                                                       |
| 2001                                                     | 144                                                      | 38                                                       | 42                                                       |
| 2002                                                     | 163                                                      | 23                                                       | 12                                                       |
| 2003                                                     | 183                                                      | 40                                                       | 30                                                       |
| 2004                                                     | 182                                                      | 56                                                       | 52                                                       |
| 2005                                                     | 176                                                      | 74                                                       | 44                                                       |
| 2006                                                     | 159                                                      | 57                                                       | 39                                                       |
| 2007                                                     | 208                                                      | 57                                                       | 61                                                       |
| 2008                                                     | -                                                        | -                                                        | -                                                        |
| 2009                                                     | 185                                                      | 83                                                       | 49                                                       |
| 2010                                                     | -                                                        | -                                                        | -                                                        |
| 2011                                                     | -                                                        | -                                                        | -                                                        |
| 2012                                                     | 202                                                      | 68                                                       | 48                                                       |
| 2013                                                     | 160                                                      | 70                                                       | 34                                                       |
| 2014                                                     | 181                                                      | 43                                                       | 58                                                       |
| 2015                                                     | 126                                                      | 34                                                       | 24                                                       |
| 2016                                                     | 146                                                      | 32                                                       | 41                                                       |
| 2017                                                     | 200                                                      | 40                                                       | 34                                                       |
| 2018                                                     | 154                                                      | 47                                                       | 30                                                       |
| 2019                                                     | 152                                                      | 49                                                       | 25                                                       |
| 2020                                                     | 88                                                       | 36                                                       | 28                                                       |
| 2021                                                     | -                                                        | -                                                        | -                                                        |
| 2022                                                     | 147                                                      | 61                                                       | 48                                                       |
| 2023                                                     | 105                                                      | 48                                                       | 37                                                       |
| 2024                                                     | 110                                                      | 29                                                       | 21                                                       |